# Federico García Lorca

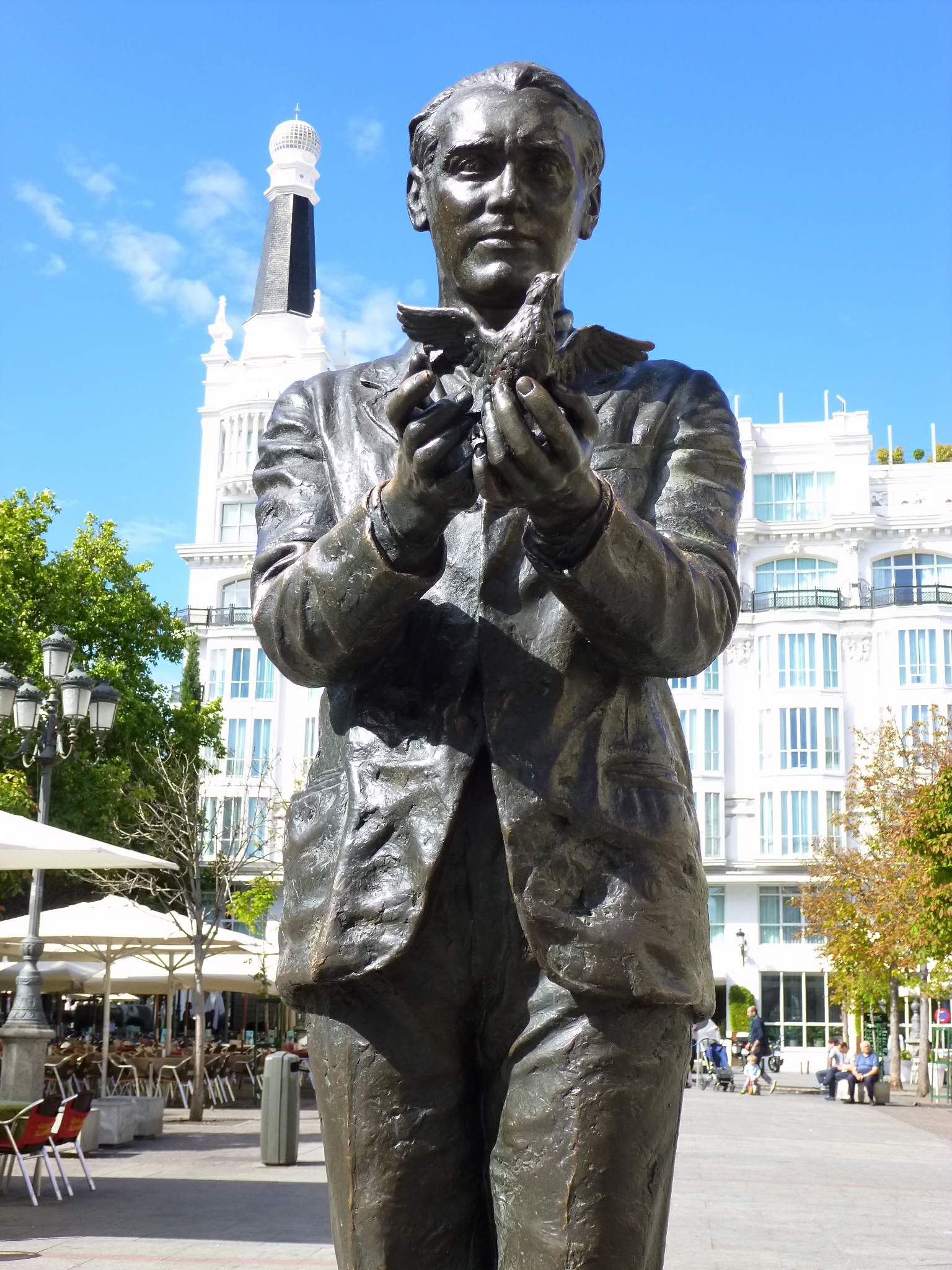
García Lorca szobra, Plaza de Santa Ana, Madrid

Federico García Lorca (Fuente Vaqueros, 1898. június 5. – Víznar (Granada), 1936. augusztus 19.)  spanyol költő, drámaíró, festő, zeneszerző. A legnagyobb 20. századi drámaírók egyike.

## Élete
1898-ban született Andalúziában, egy Fuente Vaqueros nevű kis faluban, ahonnan a család 1909-ben Granadába költözött.
1919-től filozófiát, jogot és irodalmat tanult Madridban, ahol megismerte többek között Luis Buñuelt, Salvador Dalít és Gregorio Martínez Sierrát, a madridi Teatro Eslava igazgatóját, akinek meghívására megírta és megrendezte első darabját, El maleficio de la mariposa címmel, 1919-20-ban. Ez egy verses dráma volt, ami a pillangó és a csótány közötti lehetetlen szerelmet ábrázolta. Az érzéketlen közönség kinevette a darabot – emiatt később García Lorca azt mondta, hogy az 1927-es Mariana Pineda volt az első színdarabja.
A következő néhány évben egyre jobban részt vett a spanyol avantgárd-mozgalomban. Három új verseskötetet adott ki.
A második darabja, a Mariana Pineda – Dalí díszleteivel – óriási sikert aratott 1927-ben.
Az 1920-as évek végén depresszió lett úrrá rajta, amelyet tovább rontott, hogy egyre kevésbé tudta titkolni homoszexualitását barátai és családja előtt. Emilio Aladrén szobrászhoz fűződő viszonzatlan szerelme miatt külföldre menekült, New Yorkba költözött. A forradalom kitörése előtt hazatért. Amikor kitört a háború, Madridból Granadába költözött. Ott azonban egy falangista kivégzőosztag agyonlőtte, és holttestét egy jelöletlen sírba helyezték. Ma Granadában múzeum őrzi emlékét.
Radnóti Miklós így emlékezett a költőtárs halálára:
Mert szeretett Hispánia
s versed mondták a szeretők, -
mikor jöttek, mást mit is tehettek,
költő voltál, – megöltek ők.
Harcát a nép most nélküled víjja,
hej, Federico García! (1937, Federico García Lorca)

## Maradványainak keresése
A 20. században voltak találgatások Lorca maradványainak hollétét illetően, például Gerard Brenan és Ian Gibson hispanisták által, de a 21. században kezdődtek meg a próbálkozások Lorca maradványainak felkutatására és azonosítására. Ekkorra a technológia fejlődése lehetővé tette a francoista elnyomás áldozatainak maradványainak azonosítását. 2000-ben megalakult a Szövetség a Történelmi Emlékezet Visszaszerzéséért, amely egy szociológus, Emilio Silva-Barrera azon törekvéséből nőtt ki, hogy felkutassa és azonosítsa nagyapja maradványait, akit 1936-ban lőttek le a Franco-erők.

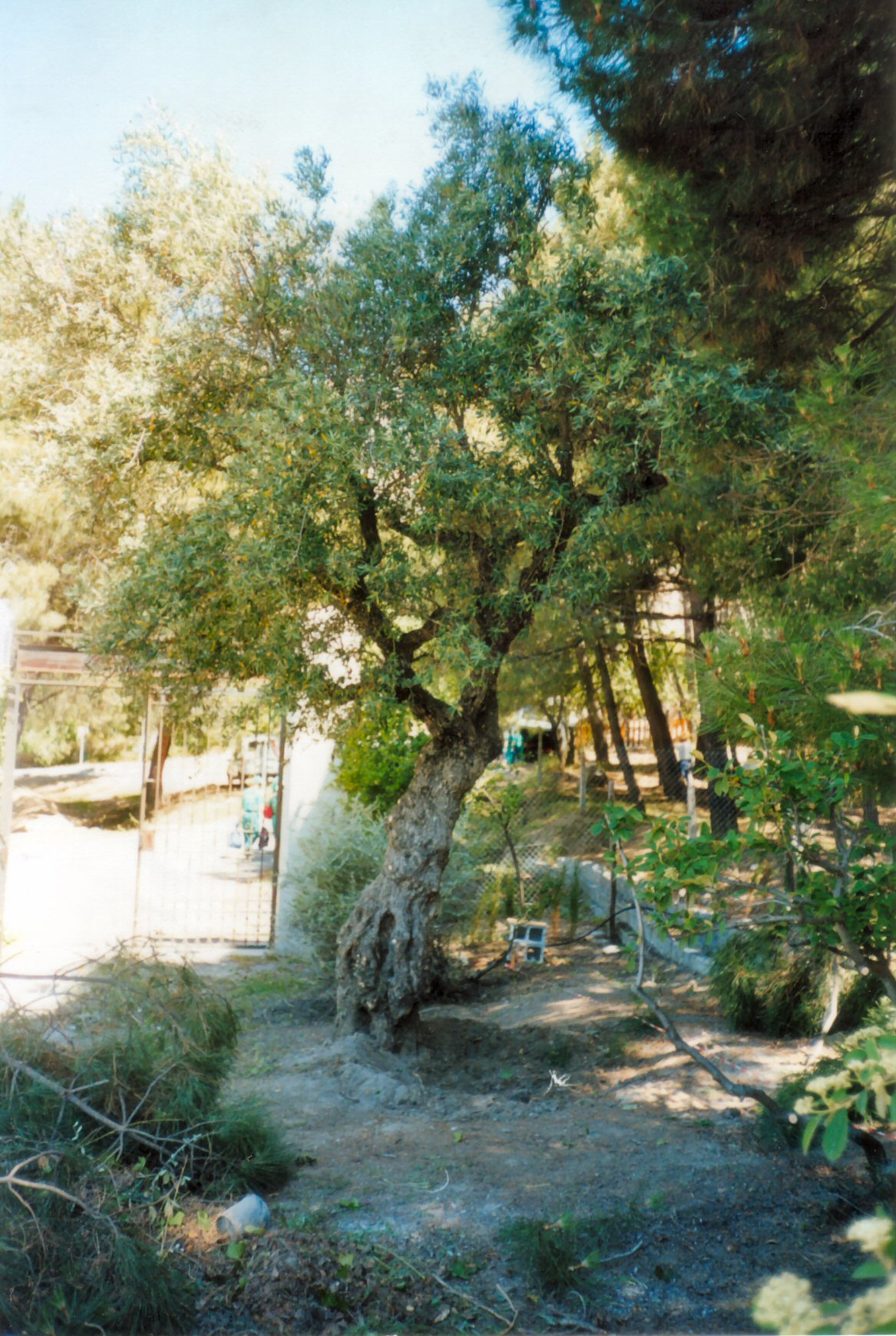
Az olajfa, ahol lelőtték

Három kísérletet tettek Lorca maradványainak felkutatására. Az első 2009-ben a García Lorca Emlékparkban, a második 2014-ben, kevesebb mint egy kilométerre az első ásatástól, az utolsó pedig 2016-ban Alfacarban.
2008-ban egy spanyol bíró vizsgálatot indított Lorca halála ügyében. A García Lorca család elvetette az Alfacar melletti lehetséges sírhely feltárásával szembeni kifogásait, de nem találtak emberi maradványokat. A nyomozást megszüntették. 2016-ban újabb vizsgálat indult, de eredménytelenül.
2009 októberének végén a Granadai Egyetem régészekből és történészekből álló csapata megkezdte az ásatásokat Alfacar külterületén. A helyszínt három évtizeddel korábban azonosította egy férfi, aki azt mondta, hogy segített kiásni Lorca sírját.  Lorcát feltehetően legalább három másik férfival együtt temették el egy kanyargós hegyi út mellett, amely Víznar és Alfacar falvakat köti össze. 
Az ásatások egy másik áldozat családjának kérésére kezdődtek meg. Hosszú ideig tartó tiltakozás után a Lorca család is beleegyezését adta.  2009 októberében Francisco Espínola, az Andalúzian regionális kormány igazságügyi minisztériumának szóvivője azt nyilatkozta, hogy az évek óta tartó nyomásgyakorlás után García Lorca holttestét "heteken belül exhumálják." Lorca rokonai, akik kezdetben ellenezték az exhumálást, azt mondták, hogy talán DNS-mintát adnak a maradványok azonosításához.
2009 november végén, két hét ásatás után a helyszínen szerves anyagot találtak, amelyről úgy vélték, hogy emberi csontok. A maradványokat a Granadai Egyetemre vitték vizsgálatra. 2009 december közepén azonban kétségek merültek fel azzal kapcsolatban, hogy megtalálják-e a költő maradványait.  Az ásatás során "egyetlen csont, ruhadarab vagy töltényhüvely sem került elő" – mondta Begoña Álvarez, Andalúzia igazságügyi minisztere. Hozzátette: "a talaj mindössze 40 cm (16in) mély volt, ami túl sekély a sírhoz." A sikertelen ásatás 70 000 euróba került. 
2012 januárjában egy helyi történész, Miguel Caballero Pérez, "García Lorca utolsó 13 órája" című könyv szerzője, engedélyt kért egy másik, a helyszíntől kevesebb mint fél kilométerre lévő terület feltárására, ahol szerinte Lorca maradványai találhatók. 
Stephen Roberts, a Nottinghami Egyetem spanyol irodalomtudományi docense és mások 2016-os állításai, miszerint a költő holttestét egy Alfacarban lévő kútban temették el, nem igazolódtak.
2021-ben arról számoltak be, hogy a Barranco de Viznarban (egy Víznar melletti település, ahol Lorca emlékműve található) tömegsírokat fognak vizsgálni. Ezt a projektet támogatták azok a családok, akik úgy vélik, hogy hozzátartozóikat ott temették el. A vizsgálatot irányító régész kifejtette, hogy a költő csak egy volt a több száz ember közül, akiknek maradványai ott lehetnek.

## Munkássága

### Költészete
- Cigányrománcok (Romancero gitano, 1928, magyarul: Magyar Helikon, 1976)
- A sötét szerelem szonettjei (Sonetos del amor oscuro, 1936, magyarul: Európa Kiadó, 1988)
- Federico García Lorca versei (Európa Kiadó, 1975)
- Federico García Lorca válogatott versei (Kozmosz Könyvek, 1977)
- Federico García Lorca legszebb versei (Móra Könyvkiadó, 1995)

### Drámái
Legismertebb remekei, a Vérnász (Bodas de Sangre), a Yerma és a Bernarda Alba háza sok országban arattak sikert.
- Don Perlimplin és Belisa szerelme a kertben: (1928, ford. András László)
- A közönség: (1929–30, ford. András László)
- Vérnász: (Bodas de sangre, 1932, ford. Illyés Gyula)
- Yerma (1934, ford. Németh László)
- Rosita leányasszony avagy a virágnyelv : (1935, ford. Benyhe László)
- Címtelen színdarab: (1936, ford. András László)
- Bernarda Alba háza (1936, ford. András László)

## Magyarul
- Cigány románcok; ford. Gyertyán Ervin; Cserépfalvi, Bp., 1947
- Cigány románcok; ford. András László; Lux, Bp., 1947
- Toreádorsirató. Válogatott költemények és színművek; vál., bev., jegyz. András László, Tolnai Gábor, ford. András László et al., ill. a szerző; Európa, Bp., 1957
- Vérnász. Tragédia; ford. Illyés Gyula; Európa, Bp., 1957 (Világirodalmi kiskönyvtár)
- Három színmű; ford., utószó András László; Európa, Bp., 1958 (Világirodalmi kiskönyvtár)
- Federico Garcia Lorca válogatott írásai; vál., szerk. Tolnai Gábor, ford. András László, bev. Benyhe János; Gondolat, Bp., 1959 (Aurora)
- A csodálatos Vargáné. Bohózat; ford. Benyhe János, versford. András László, rendezői utószó Nagy György; Gondolat, Bp., 1959 (Játékszín)
- Federico Garcia Lorca válogatott művei; vál. András László, ford. András László et al., utószó Tolnai Gábor, jegyz. Benyhe János; Európa, Bp., 1963
- Federico García Lorca összes művei, 1-2.; ford. András László et al., jegyz. András László; Magyar Helikon, Bp., 1967 (Helikon klasszikusok)
- Két esti hold; ford. András László et al.; Móra, Bp., 1975
- Cigányrománcok; ford. Nagy László, ill. Pablo Picasso; Magyar Helikon, Bp., 1976
- Federico Garcia Lorca válogatott versei; vál., szerk., előszó, jegyz. Benyhe János, ford. András László et al.; Kozmosz Könyvek, Bp., 1977 (A világirodalom gyöngyszemei)
- A közönség; ford. András László; Magyar Helikon, Bp., 1981
- Yerma. Federico García Lorca drámája alapján készült magyar-NSZK koprodukciós film; szerk. Petényi Katalin, Vayer Tamás; ILK, Bp., 1985
- A sötét szerelem szonettjei; ford. András László, ill. Kass János; Európa, Bp., 1988
- Bernarda Alba háza. Asszonyok drámája Spanyolország falvaiban; ford. András László; Madách Színház, Bp., 1990 (Madách Színház műhelye)
- Romancero gitano / Cigány románcok; ford. Nagy László, Choli Daróczi József; Orpheusz Könyvek, Bp., 1995
- Lőrinczi László: Szezám hét költőhöz. Műfordítások Mihai Eminescu, Tudor Arghezi, Federico Garcia-Lorca, Bertolt Brecht, Giuseppe Ungaretti, Salvatore Quasimodo és Cesare Pavese verseiből; közrem. Bántó Anikó, Bántó István; Arvin Press, Bucureşti, 2003
- Hat színjáték; vál. Upor László, ford. András László et al.; Európa, Bp., 2006